# Supertifo
Supertifo è una rivista con uscita bimestrale che rappresenta le tifoserie organizzate italiane.

## Storia
Fondata nel 1985 come supplemento di Tuttocalcio e successivamente divenuta indipendente, la rivista dopo diversi passaggi di proprietà è oggi diretta da Leo Siegel col supporto diretto della quasi totalità delle tifoserie di serie A e B di calcio, tutte le tifoserie di Lega A basket e soprattutto della Curva del Milano Hockey che ne ha finanziato l'acquisizione. Il primo direttore, fino ai primi anni 2000, fu Nicola Nucci.

## Caratteristiche
La rivista è incentrata sull'approfondimento della subcultura ultras italiana (ed estera), principalmente riguardo al calcio, ma anche di altri sport. Fra le varie rubriche vi sono pagine con gallerie fotografiche sulle curve e sulle coreografie da stadio, servizi ed interviste ai gruppi ultras, storia del tifo, botta e risposta fra tifosi.
Fra i sociologi che talvolta hanno collaborato alla rivista, vi è stato Valerio Marchi.
Tra i giornalisti e scrittori che negli anni hanno collaborato con la storica rivista anche Alfio Tofanelli, Domenico Mungo, Maurizio Martucci e Fabio Bruno.
Il periodico ha vari corrispettivi esteri in Francia, Croazia, Spagna (Super Hincha), Portogallo, Polonia ed altri paesi.
Torna in edicola il 15 settembre del 2015, con cadenza mensile, diretta da Leo Siegel.